# Прапор Міжгір'я
Пра́пор Міжгі́р'я затверджений 26 червня 2001 р. рішенням XXIV сесії Міжгірської селищної ради ХХІІІ скликання.

## Опис
Прапор селища Міжгір'я являє собою прямокутне полотнище, яке складається із трьох смуг. Біла і жовта — шириною по 25 сантиметрів. Основне полотнище — блакитного кольору, на фоні якого зображений елемент герба — бик (віл).

## Значення символів
Біла смуга символізує духовну чистоту верховинців.
Жовта — символ багатства і достатку.
Блакитний колір — елемент Державного прапора України, символізує єдність народу.